# Kurt Koch
Kurt Koch (Emmenbrücke, 15 de março de 1950) é um cardeal católico suiço e Prefeito do Dicastério para a Promoção da Unidade dos Cristãos.

## Biografia
Estudou Teologia na Ludwig-Maximilians-Universität München e também estudou na Universidade de Luzerna, até 1975. Foi ordenado presbítero em 20 de junho de 1982 por Otto Wüst, foi vigário por três anos na paróquia de Santa Maria, em Berna. Obteve o doutoramento em Teologia Dogmática. Em 1986 iniciou a actividade de docente de Teologia Dogmática, Teologia Moral e Liturgia no Instituto Teológico de Lucerna. Em 1989 passou a ser professor de Ecumenismo na Faculdade de Teologia da Universidade de Lucerna.
No dia 21 de agosto de 1995 foi confirmado bispo de Basileia pelo Papa João Paulo II. Foi ordenado bispo pelo próprio João Paulo II na Basílica de São Pedro, a 6 de janeiro de 1996, tendo como co-ordenantes os arcebispos Giovanni Battista Re e Jorge María Mejía e tomou posse na Diocese de Basiléia no dia 23 de fevereiro do mesmo ano. Escolheu como lema de vida episcopal: Christus hat in allem den vorrang (Cristo em tudo tem a primazia - Col 1, 18).
Desde 2002 é membro do Pontifício Conselho para a Promoção da Unidade dos Cristãos. De 2007 a 2009 foi presidente da Conferência Episcopal da Suiça.
Em 1 de julho de 2010 foi nomeado pelo Papa Bento XVI para chefiar o Pontifício Conselho para a Promoção da Unidade dos Cristãos no Vaticano, substituindo o cardeal Walter Kasper. Ao mesmo tempo foi elevado à dignidade de arcebispo, como título pessoal. Preside à Comissão para as Relações Religiosas com os Judeus, da qual o Pontifício Conselho é responsável.
No dia 20 de outubro de 2010 foi anunciada a sua criação como cardeal pelo Papa Bento XVI. O consistório decorreu no dia 20 de novembro de 2010. Enquanto cardeal eleitor, participou no conclave de 2013 que elegeu o Papa Francisco. No Consistório realizado em 3 de maio de 2021, optou pela ordem dos cardeais-presbíteros, mantendo sua diaconia pro hac vice.

## Conclave
- Conclave de 2013 – participou da eleição de Jorge Mario Bergoglio como Papa Francisco.
- Conclave de 2025 - participou da eleição de Robert Francis Prevost como Papa Leão XIV.